# جولیا بوریسنکو
جولیا بوریسنکو (انگلیسی: Julia Borisenko; ۴ مارس ۱۹۹۰ – ۲۳ ژوئیهٔ ۲۰۱۸) بازیکن فوتبال اهل بلاروس بود.
وی همچنین در تیم ملی فوتبال Belarus بازی کرده‌است.